# Как заниматься сексом
«Как занима́ться се́ксом» (англ. How to Have Sex) — художественный фильм британского режиссёра Молли Мэннинг Уокер, премьера которого состоялась в мае 2023 года на 76-м Каннском кинофестивале. Картина получила награду «Особый взгляд».

## Сюжет
Центральные персонажи фильма — три девочки-подростка, которые проводят лето на Средиземном море. Они общаются со сверстниками, пьют много алкоголя и пытаются разобраться с главной проблемой — нужно ли вступать в сексуальную жизнь или это ещё подождёт.

## В ролях
- Мия Маккенна-Брюс — Тара
- Сэмюэл Боттомли — Скай
- Лара Пик — Пэдди

## Премьера и восприятие
Премьера фильма состоялась в мае 2023 года на 76-м Каннском кинофестивале. Картина получила награду «Особый взгляд». Рецензент film.ru отмечает, что с точки зрения сюжета «Как заниматься сексом» напоминает сериал «Молокососы».